# Srinagar (Uttarakhand)
Srinagar és una ciutat i municipalitat de l'Índia, a l'estat d'Uttarakhand, districte de Pauri Garhwal a la riba del riu Alaknanda. Al cens del 2001 constava una població de 19.861 habitants. Fou la ciutat principal del districte de Garhwal i la capital del regne de Garhwal.